# Thanh Xuân (quận)
Thanh Xuân là một quận nội thành cũ thuộc thành phố Hà Nội, Việt Nam.